# Adílcio Cadorin
Adílcio Cadorin (Urussanga) é um advogado, político, e historiador catarinense. Como historiador, especializou-se na vida de Anita Garibaldi, tendo publicado livros diversos a seu respeito, defendendo a tese disputada de que seu nascimento ocorreu na cidade de Laguna, SC, além de fundar o Instituto Cultural Anita Garibaldi. Como político, foi vereador de Caxias do Sul (1976 a 1982) e prefeito de Laguna (2001-2004). No campo cultural foi fundador de um evento recorrente que encena a A Tomada de Laguna. Também fundou  fundou um movimento separatista denominado O Sul é o meu País. Como advogado, foi protagonista em processo judicial que reconheceu a nacionalidade brasileira de Anita Garibaldi.